# 富义仓
30°17′43″N 120°08′59″E / 30.29525499999999°N 120.149844°E
富义仓位于中国浙江省杭州市拱墅区霞湾巷东南面、胜利河与古运河交叉口处，为杭州现存唯一的大运河航运仓储建筑，由时任浙江巡抚的谭钟麟主持建造于清光绪六年至十年（1880-1884），其名称取“以仁致富，和则义达”之意，为当时的杭州粮食供应地和江南谷米集散地，亦自此处经大运河向京师启运贡粮。民国时沿用作浙江省第三积谷仓，后相继改为侵华日军营房和国民党军用仓库，1949年后用作杭州市粮食公司民生仓库分库，部分建筑曾改作宿舍，2007年修复后改为富义仓创意园。
建筑群占地面积8000平方米，总建筑面积3000平方米，由三进院落、三排仓房组成（今存建筑共13幢），可存四五万石谷物，原在西侧建有砻场（去稻壳的碾坊），南侧建有碓房（舂米的作坊），东北侧建有司事者居室（管理用房）。